# Giulio Cesare Monteverdi
Pour les articles homonymes, voir Monteverdi.

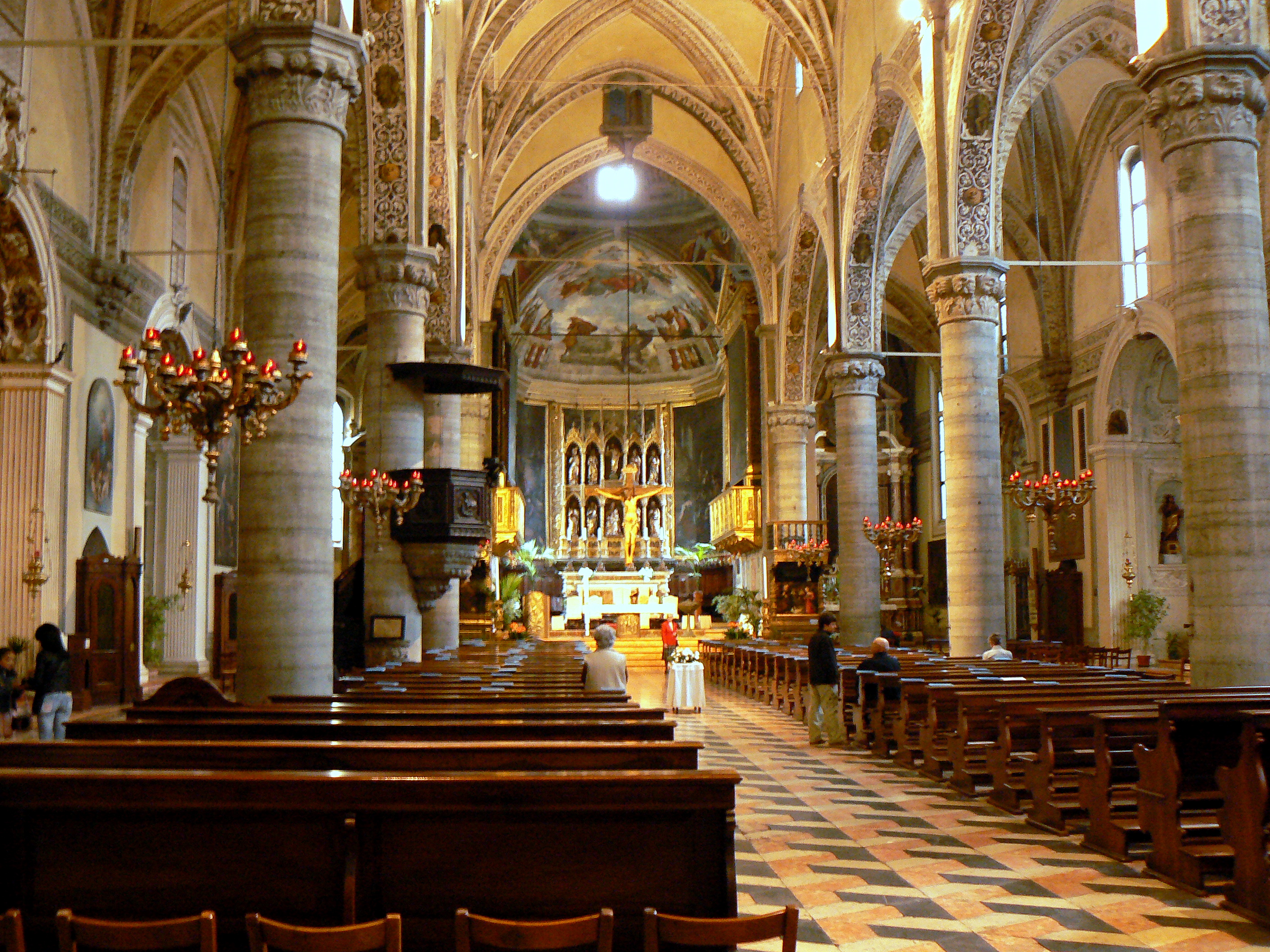
Nef de la cathédrale de Salò.

Giulio Cesare Monteverdi (Crémone, bapt. le 31 décembre 1573 - Salò, 1630) est un compositeur et organiste italien. Frère du célèbre Claudio, Giulio Cesare est le fils de Baldassare et Maddalena Zignani. Il a suivi la même voie de son frère et s'est consacré à la musique, mais sa carrière a été beaucoup plus modeste que celle de Claudio.

## Biographie
On ne sait pas comment Giulio Cesare a été initié à la musique.

### La période de Mantoue (1600 - 1612)
En avril 1600, Giulio Cesare est devenu organiste à la cathédrale de Mantoue. Il a occupé cet emploi jusqu'en août de la même année. En mars 1604, il obtient un poste fixe auprès de la famille des Gonzague et est nommé en 1609 maître de chapelle par François de Gonzague. Officiellement, il est un « musicien » et son salaire est de sept écus par mois. Une grande partie de sa production musicale date de cette période. Sa première pièce qui nous est parvenue, est la chanson Occhi nidi d'amore, publiée en 1605 dans le recueil Nuovi fioretti musicali de Amante Franzoni. Il se charge en 1607 de la publication des Scherzi musicali de son frère, qui se trouvait aussi à Mantoue. Il en rédige la célèbre Dichiaratione, document fondamental concernant la « seconda pratica »: dans ce texte, reproduisant partiellement la brève préface que Claudio avait publiée dans son cinquième livre de madrigaux à cinq voix (1605), Giulio Cesare défend son frère contre les attaques de Giovanni Maria Artusi. Il insère également dans ce recueil deux de ses chansons (Deh chi tace il bel pensiero et Dispiegate Guance amate).
Giulio Cesare a été chargé d'écrire la musique du quatrième intermède (texte de Gabriello Chiabrera) exécuté durant l’Idropica de Battista Guarini, comédie représentée en 1608 pour les noces du prince François Gonzague (musique perdue).
En 1611, lors des fêtes pour l'anniversaire de l'épouse de François Gonzague, la princesse Marguerite de Savoie, a lieu la première représentation de l'opéra de Giulio Cesare, Il rapimento di Proserpina, sur un livret de Ercole Marigliani, dont, cependant, il ne reste rien. Le 28 juillet 1612, les deux frères Monteverdi sont renvoyés par François Gonzague, pour une raison encore inconnue. On ne sait rien d'autre de la vie de Giulio Cesare jusqu'en 1615

### À Castelleone (1615 - 1622)
En décembre 1615, Giulio Cesare devient organiste à l'église paroissiale de Castelleone, un village près de Crema, dont la communauté avait essayé en vain de faire venir Tarquinio Merula. Son admission officielle est survenue le 2 janvier 1616, par 18 voix pour et 16 contre. Son salaire s'élève à 60 ducats par an, plus un logement gratuit. Parmi ses fonctions il y avait aussi l'enseignement du chant et l'entretien de l'orgue qui avait été acheté par la Communauté de Castelleone à la cathédrale de Crémone. Il a essayé d'en améliorer le son en raccourcissant les tuyaux. Sa tentative s'étant avérée un échec, il a dû jouer sur un autre orgue (peut-être un positif) qui était disponible dans l'église. En 1620, il publie son recueil le plus important : Delli Affetti musici. C'est la seule œuvre qu'il n'a pas écrite à Mantoue.

### À Salò (1622 - 1630)
En 1622, Giulio Cesare Monteverdi quitte Castelleone et va à Salò, où est organisé un concours pour la nomination d'un organiste et d'un maître de chapelle pour la cathédrale. Giulio Cesare obtient le poste de maître de chapelle, par 36 voix pour et 20 contre. Le poste d'organiste est attribué à Giovanni Battista Tonnolini. Le salaire de Monteverdi devait probablement s'élever à environ 70 écus par an. En 1625, il a été confirmé à son poste, par 36 voix pour et seulement 6 contre.
Le 12 avril 1630 correspond à la dernière mention de Giulio Cesare Monteverdi. Cette année là, il y a eu une épidémie de peste et il est possible qu'il soit mort de cette maladie.

## Œuvres
- Delli affetti musici'' libro primo, 1-6 voci e basso continuo, Venise 1620;
- Occhi nidi d’amore, 3 voci e basso continuo, in A. Franzoni, Nuovi fioretti musicali, Venise 1605 (rist. 1607);
- Deh, chi tace il bel pensero e Dispiegate, guance amate, 3 voci, 2 violini e basso continuo, in C. Monteverdi, Scherzi musicali, Venezia 1607;
- musiche per il IV intermedio (texte de G. Chiabrera) all’Idropica di Guarini, Mantoue 1608 (perdu);
- Il rapimento di Proserpina (texte de E. Marigliani), Casale Monferrato 1611 (perdu).

Éditions modernes
- Deh, chi tace il bel pensero e Dispiegate, guance amate, in Tutte le opere di Claudio Monteverdi, X, a cura di G.F. Malipiero, Asolo 1929, pp. 58- 61; et in C. Monteverdi, Opera omnia, VII, a cura di F. Dobbins, Cremona 2002, pp. 144- 151.

### Delli Affetti Musici
Le recueil de motets pour une, deux, trois, quatre et six voix, col modo per Concertarli nel Basso per l'Organo, intitulé Delli Affetti Musici de Monteverdi a été publié en 1620 par l'atelier de Bartolomeo Magni et a été écrit durant son séjour à Castelleone.

### Style
Si la tradition de la musique sacrée était d'obéir aux principes du contrepoint et de l'imitation, aux XVIe et XVIIe siècles ont été introduits la basse continue, les voix solistes, la division en strophes, l'alternance soli-tutti... ... Ces techniques innovantes ont été utilisées en particulier dans Proprium Missæ et les vêpres. Dans les Affetti, Monteverdi utilise ces innovations tout en respectant les principes traditionnels de la musique. Les pièces peuvent être exécutées par un groupe de musiciens pas trop important : Giulio Cesare n'est pas très exigeant en ce qui concerne les effectifs. Certaines pièces sont très traditionnelles ; celles qui sont très courtes sont très rythmées et le contrepoint est rapide. Les compositions destinées aux hymnes ont été écrites dans un style plus moderne.